# Серповидный панцирник
Серповидный панцирник, или глазчатохвостый сомик, или карликовый сомик (лат. Corydoras hastatus), — вид лучепёрых рыб из семейства панцирных сомов (Callichthyidae), аквариумная рыбка. 
В Европу впервые был завезён в 1912, в СССР — в 1961 году, впервые разведён в СССР в 1965 году В. С. Комаровым.

## Ареал
Серповидный панцирник распространён в Южной Америке, в бассейнах рек Амазонка и Парагвай.

## Описание
Самый мелкий представитель семейства Callichthyidae, взрослые особи достигают размера 2,5—3 см. Окраска тела варьирует от оливковой до светло-коричневой, вдоль боковой линии проходит тёмная полоса, у основания хвостового плавника расширяющаяся в пятно стреловидной формы. Половой диморфизм выражен слабо, половозрелые самки намного полнее самцов.

## Содержание в аквариуме
Как и все коридорасы, эти рыбы не очень прихотливы к условиям содержания. Оптимальной является очень слабокислая вода (pH 6,5—7,0) средней жёсткости (5—7 °dH). Температура 16—20 °C, однако они могут выдерживать её снижение до 2—3 °C и повышение до 30—32 °C. Как и все сомы, карликовые сомики подбирают корм со дна.

## Разведение
Половой зрелости достигают в возрасте 7—10 месяцев.
Нерест стимулирует обильное кормление, частичная замена воды и повышениение температуры до 27 °C. Желателен нерестовик небольшого объёма (30—40 л), вытянутой формы. Самки мечут по нескольку крупных икринок на стенки нерестовика, икрометание длится от нескольких суток до недели. При хорошем кормлении производители не поедают икру. Мальки крупные, сразу начинают питаться личинками мелких ракообразных (Artemia salina).